# 島田総一郎
島田 総一郎（しまだ そういちろう、1975年 - ）は日本テレビ放送網コンテンツ戦略本部事業局ミュージック&アーティストセンター部長。

## 人物
埼玉県出身。早稲田大学第一文学部卒業。1999年に日本テレビに入社。少年時代にはテレビは1日1時間までの視聴に規制されていたが、テレビの仕事をすることになった。2025年5月31日まではコンテンツ制作局・チーフプロデューサー。翌6月1日より現職。担当していた一部の番組は原司、石村修司、今井田彩、滝澤真一郎チーフプロデューサーが引き継ぐ。

## 現在の担当番組
スペシャル番組
- 24時間テレビ 愛は地球を救う（第46回、矢野尚子と共に担当）
- 解禁!音楽番組名シーンランキング THE神うた
- 上田若林の撮れ高
- アンタッチャブルのがむしゃらグルメ団
- 日テレ系音楽の祭典 ベストアーティスト
- HAPPYクリスマスおもちゃ屋MISIA
- 発表!今年イチバン聴いた歌〜年間ミュージックアワード〜
- 世界を変えた20人のアーティスト
- 47都道府県“我が地元の顔”を表彰!! 県民スター栄誉賞
- 1億3000万人のSHOWチャンネル
- あの頃からわたしたちは
- 人のスマホをのぞきたい（第1夜）
- 全国高等学校クイズ選手権（第44回、第29回はディレクター）
- モノマネMONSTER
- タイムマシンボタン押します!
- 世界一受けたい授業
- THE夜もヒッパレ（2025年復活版）
- 特報!歌の大辞テン（2025年、「速報!歌の大辞テン」の復活版）

## 過去の担当番組
ディレクター
- あの人は今!?
- 壮絶バトル!花の芸能界
- 天国のスタア
- 週刊!特ダ～ネ家族!!
- プリティガレッジ
- ガガガガガレッジセール
- ラジかるッ
- 森公美子のゴージャスガールズ

演出
- 日本史サスペンス劇場（VTR演出）

総合演出
- 汐留スタイル!

プロデューサー
- しゃべくり007
- 24時間テレビ 愛は地球を救う
- 4コマコント 起笑転結
- クイズ!?正解は出さないで
- 日テレ系音楽の祭典 ベストアーティスト
- THE MUSIC DAY（幕張メッセ担当）

統括プロデューサー
- 天才!志村どうぶつ園
- 幸せ!ボンビーガール
- 得する人損する人
- 日テレ系人気番組No.1決定戦

チーフプロデューサー
- ゼロイチ
- 嗚呼!!みんなの動物園
- マツコ会議
- 日テレ系 春の特別授業SP
- 日テレ系人気番組 春秋のコラボSP!
- 火曜サプライズ
- 午前0時の森
- ウミコイ
- 超無敵クラス
- ザ!鉄腕!DASH!!
- 大悟の芸人領収書
- 開演まで30秒!THEパニックGP
- ニノさん
- バズリズム02
- with MUSIC
- メシドラ〜兼近&真之介のグルメドライブ〜
- Golden SixTONES
- バカリと大悟の人類極限クイズ
- 1番持ち寄りバラエティ 我がMAX
- 市川海老蔵にござりまする
- 解禁コネコネクラブ
- はじめてのおつかい
- THE MUSIC DAY